# 1000 Years of Annoying the French
1000 Years of Annoying the French (2010) is een lichtvoetig geschiedenisboek van de in Frankrijk wonende Engelse schrijver Stephen Clarke. In het goed gedocumenteerde werk beschrijft hij de turbulente geschiedenis van strijd, oorlog, rivaliteit, onbegrip, misverstanden, afgunst en de haat-liefdeverhouding (".. we find each other irresistibly sexy") tussen twee historische wereldmachten, Frankrijk en Engeland, die elkaar vaak niet kunnen luchten of zien en toch nauw met elkaar verbonden of zelfs tot elkaar veroordeeld zijn. De opzet van het werk is vergelijkbaar met Leonhard Huizinga's werk 'Zo schreed de beschaving voort', waarin de Nederlandse geschiedenis op humoristische wijze wordt doorgenomen.
Het boek vangt aan met de aanloop tot de historische Normandische verovering van Engeland door Willem de Veroveraar tijdens de Slag bij Hastings, waarbij genoteerd wordt dat Willem zeker geen 'Fransman' was en dat het Tapijt van Bayeux enkele grappen ten koste van Willem zou bevatten. Vervolgens komen diverse spraakmakende zaken aan de orde waarbij 'successen' worden afgewisseld met regelrechte nederlagen en tactische blunders, zoals in de Honderdjarige Oorlog, het verwarrende optreden van Jeanne d'Arc, de Zevenjarige Oorlog, de verwikkelingen in de Noord-Amerikaanse koloniën, de ingrijpende effecten van de Franse Revolutie, de avonturen van de Napoleons en de frivole Dirty Bertie.
En passant wordt opgemerkt dat uiteenlopende zaken die door velen thans als typisch Frans worden beschouwd van oorsprong niet zo Frans zijn als wordt verondersteld, zoals de baguette, de croissant en de guillotine.
In 28 hoofdstukken wordt de lezer langs hoogte- en dieptepunten gevoerd in de relatie tussen 'les Anglais' en 'les Anglo-Saxons' op politiek, militair, cultureel, amoureus en culinair gebied, van de middeleeuwen tot de Entente Cordiale in 1904, van de troebelen van de twee wereldoorlogen en het moeizame ontstaan van het nieuwe Europa tot het historische moment dat de twee landen fysiek met elkaar werden verbonden via de Kanaaltunnel, waarbij er nog altijd geen eind kwam aan de diplomatieke stekeligheden en gevoeligheden.